# Międzyrzec Podlaski
Międzyrzec Podlaski este un oraș în Polonia. Are o populație de 17 300 locuitori și suprafață de 19,75 km².

## Personalități născute aici
- Andrzej Kopiczyński (1934 - 2016), actor.

## Photos

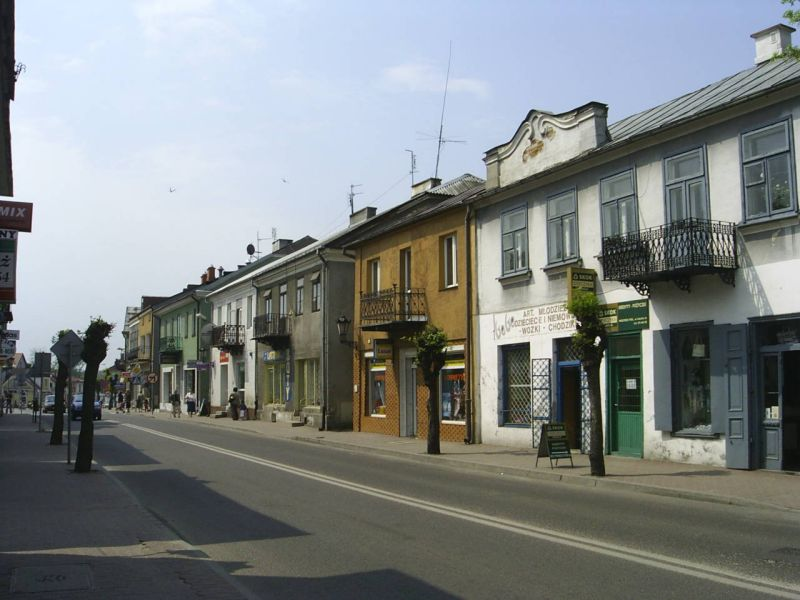
Strada Lubelska
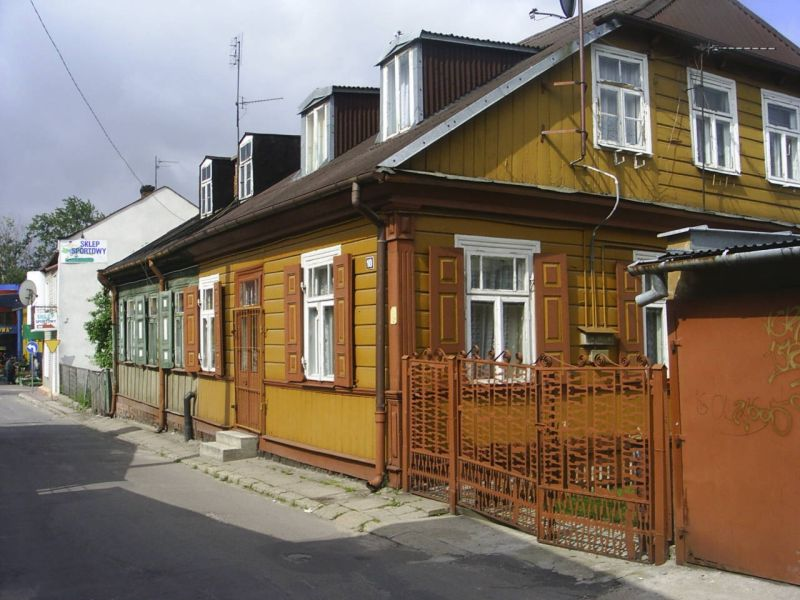
Case vechi de lemn
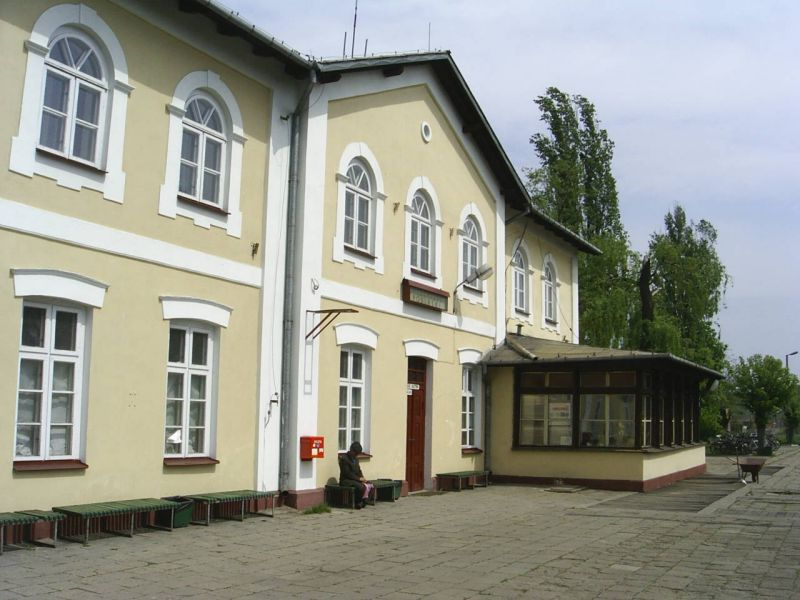
Gara
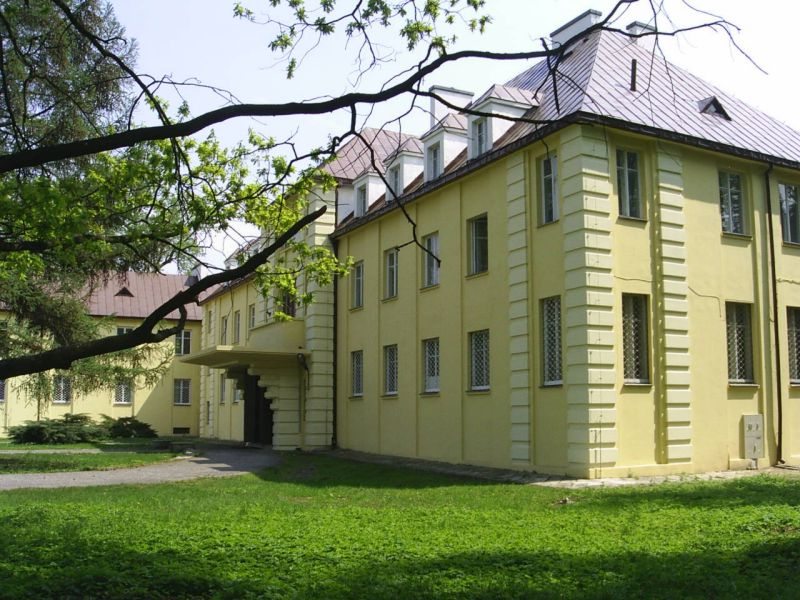
Palatul lui Potocki
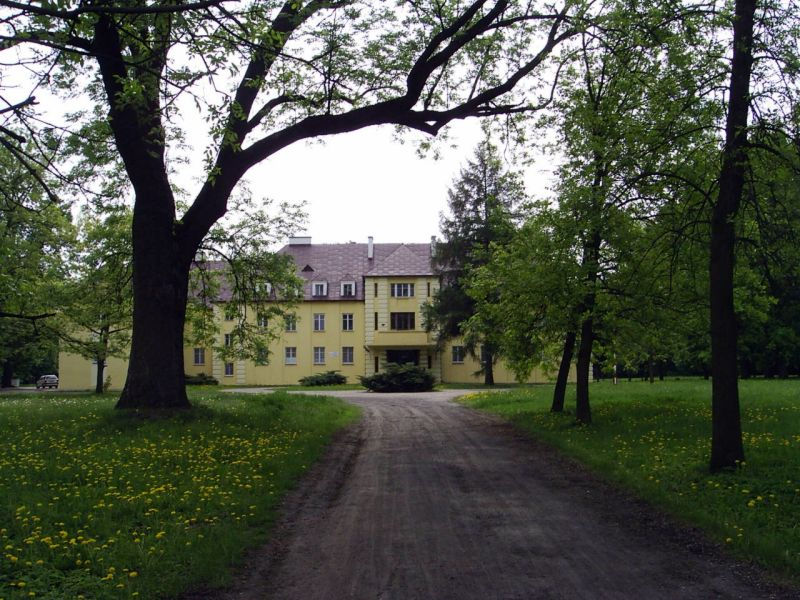
Fațada palatului lui Potocki
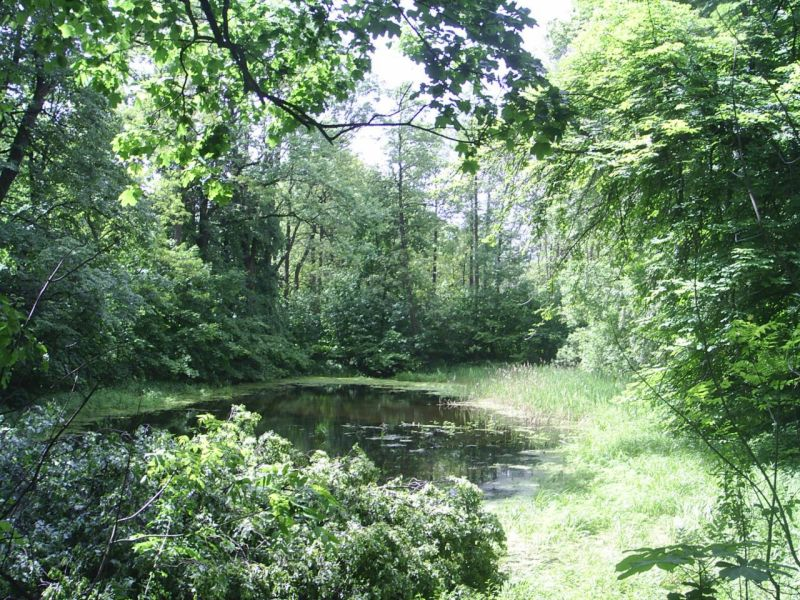
Parcul englezesc
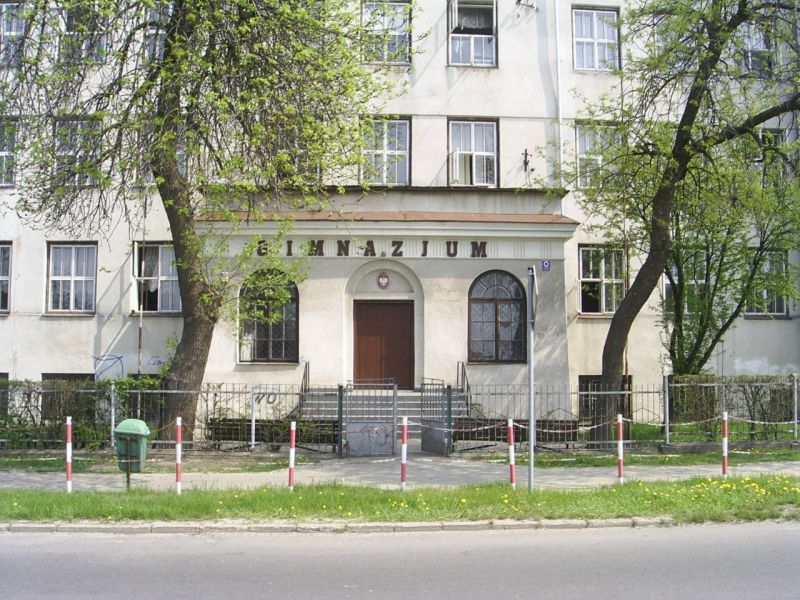
Școala
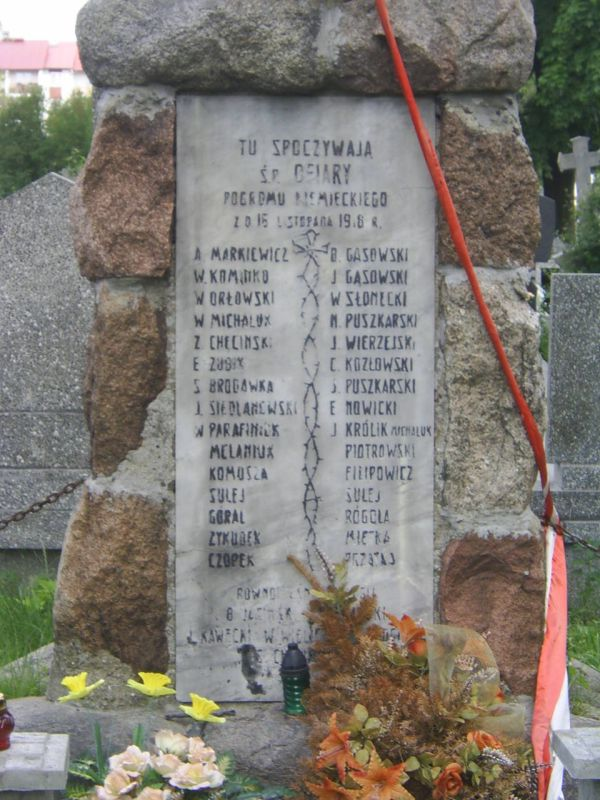
Monument pentru victimele pogromului german
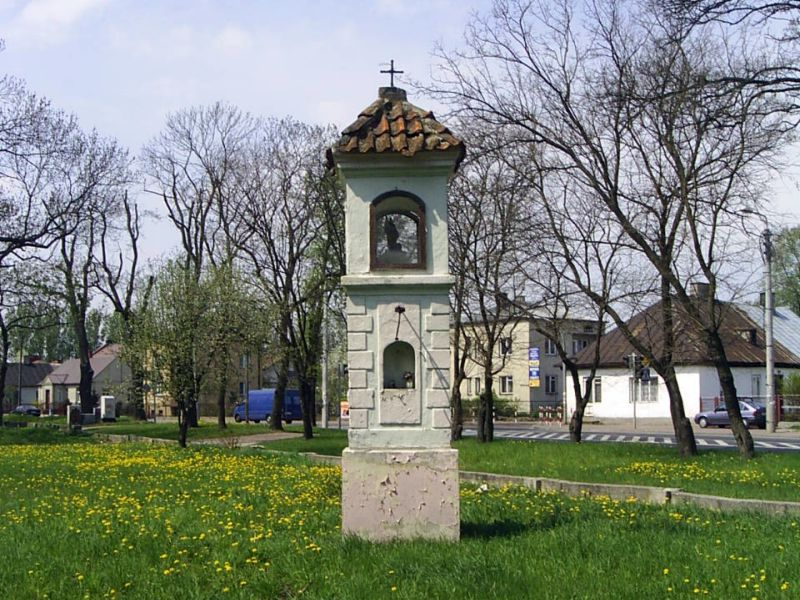
Capela veche
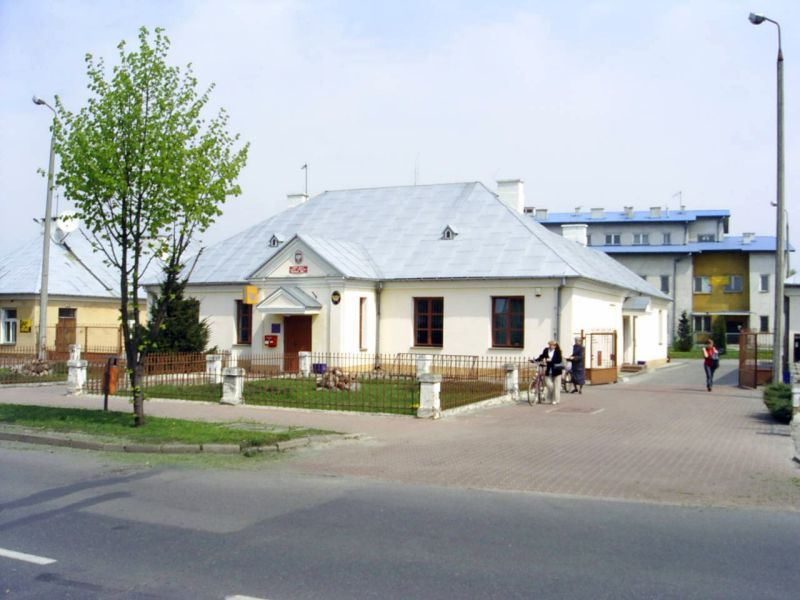
Oficiul poștal
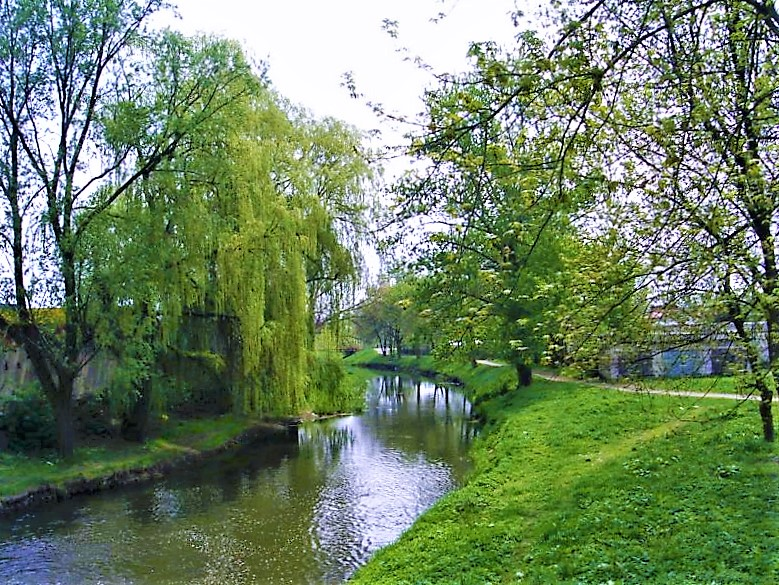
Râul Krzna
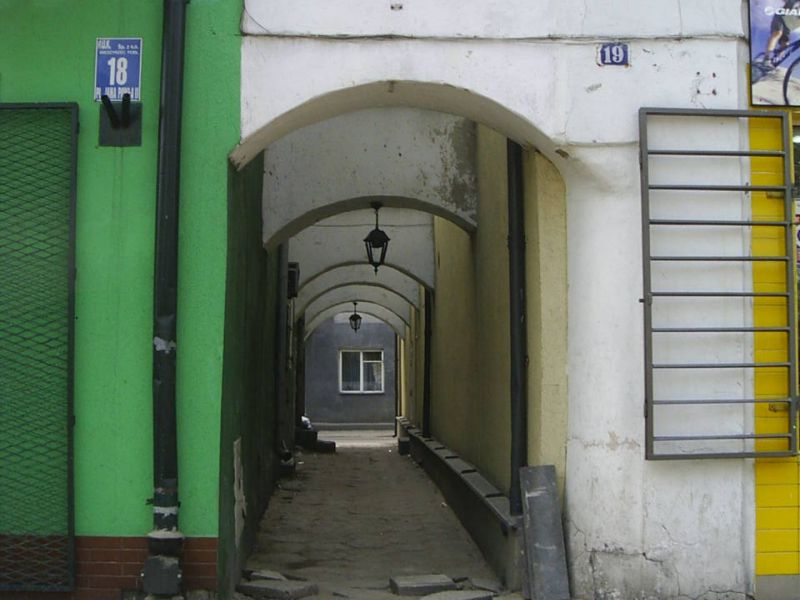
Intrare spre piața veche
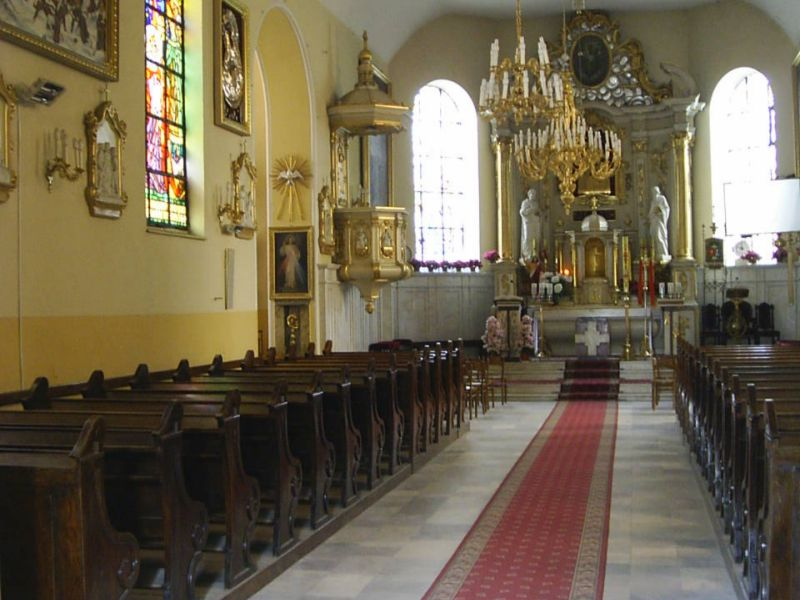
Biserica Sf. Iosif
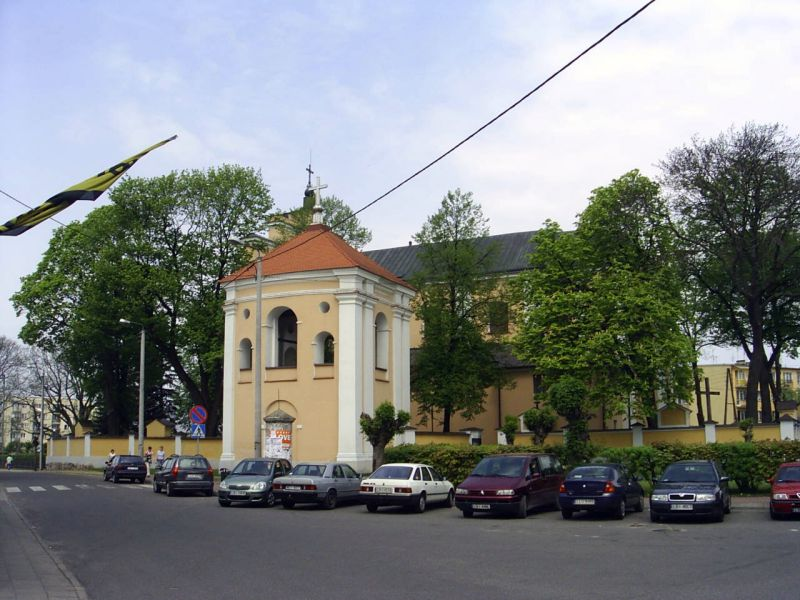
Biserica Sf. Nicolae - clopotnița
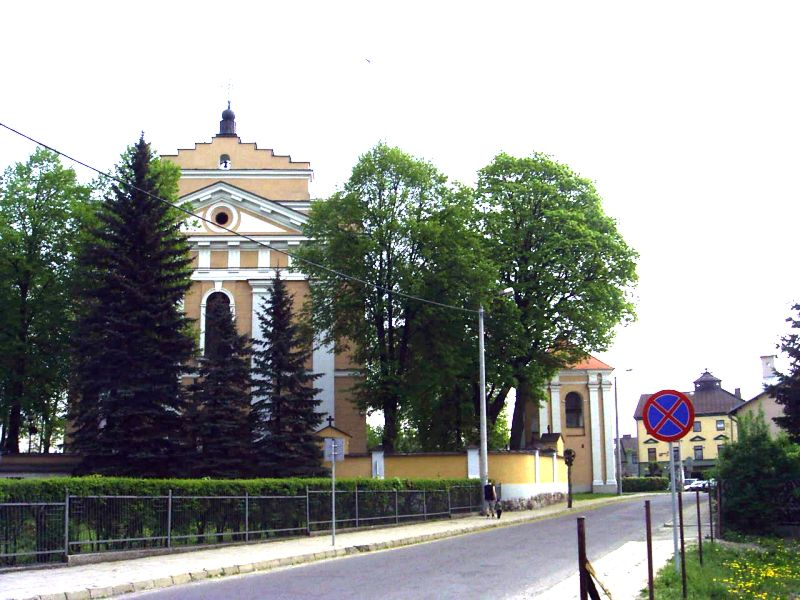
Biserica Sf. Nicolae - fațada
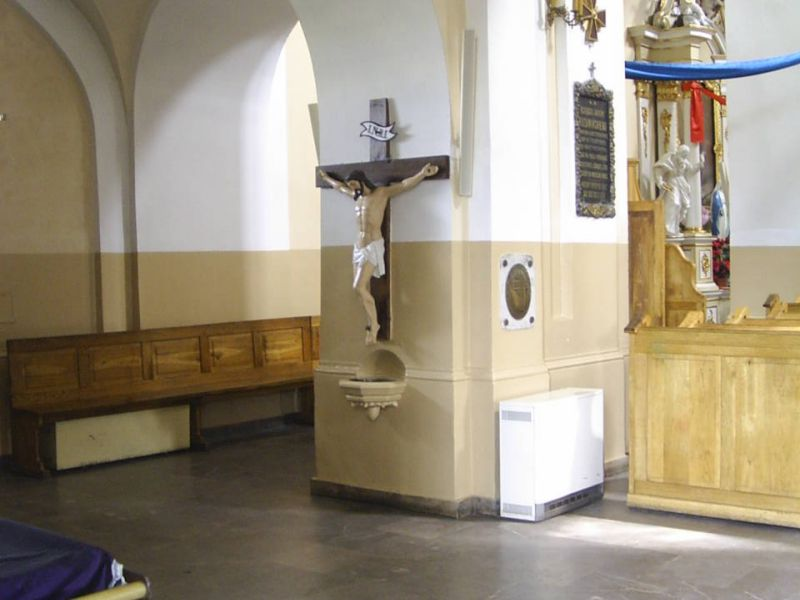
Biserica Sf. Nicolae - interiorul
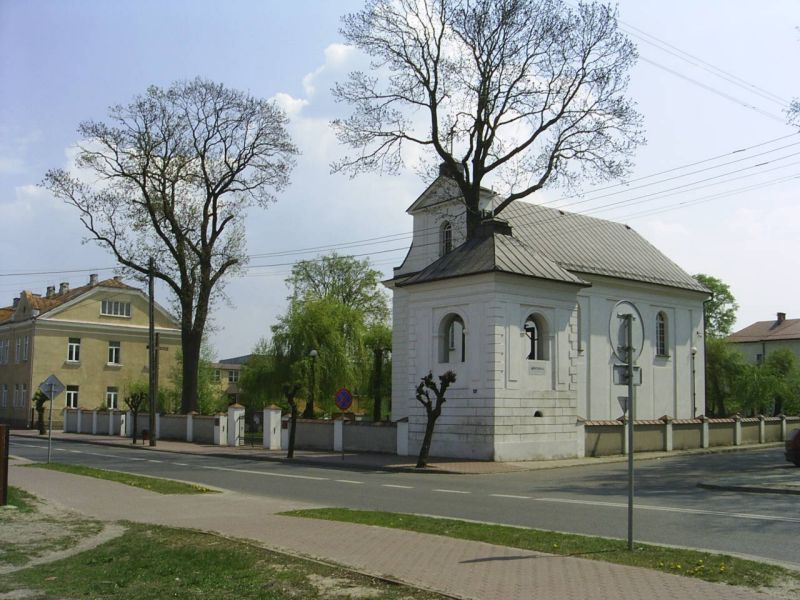
Biserica Sf. Petru și Pavel
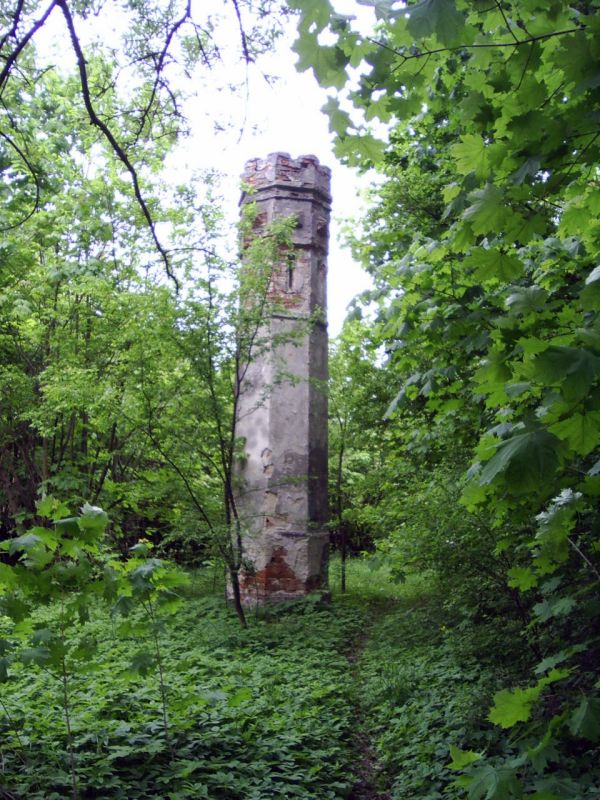
Turn
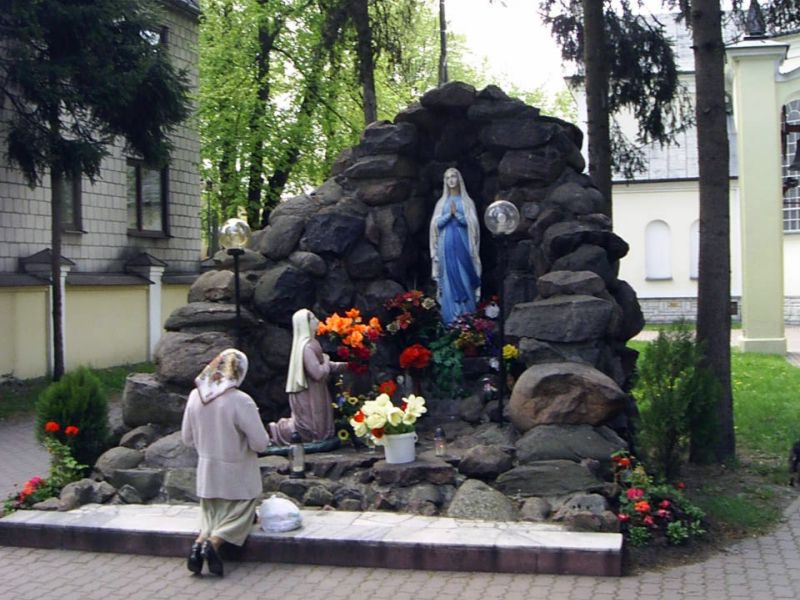
Capelă lângă Biserica Sf. Petru și Pavel
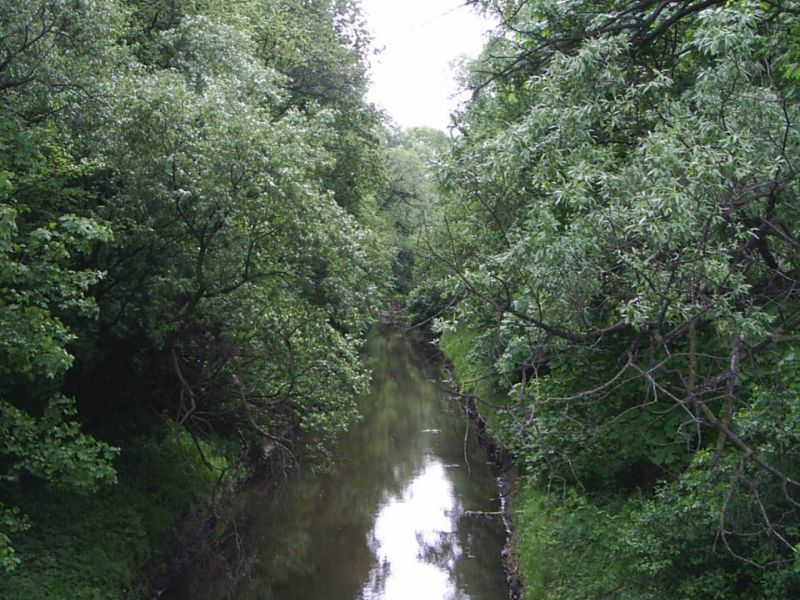
Canalul Wieprz-Krzna
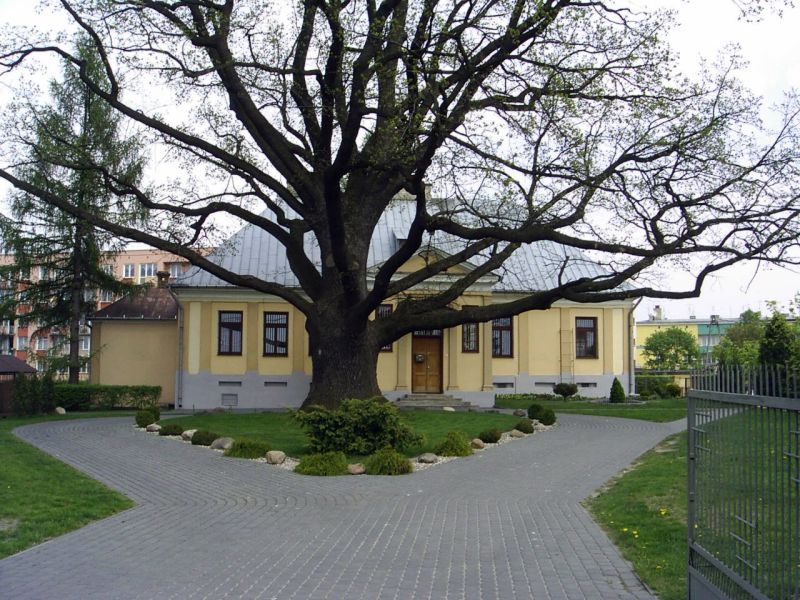
Presbyteriul
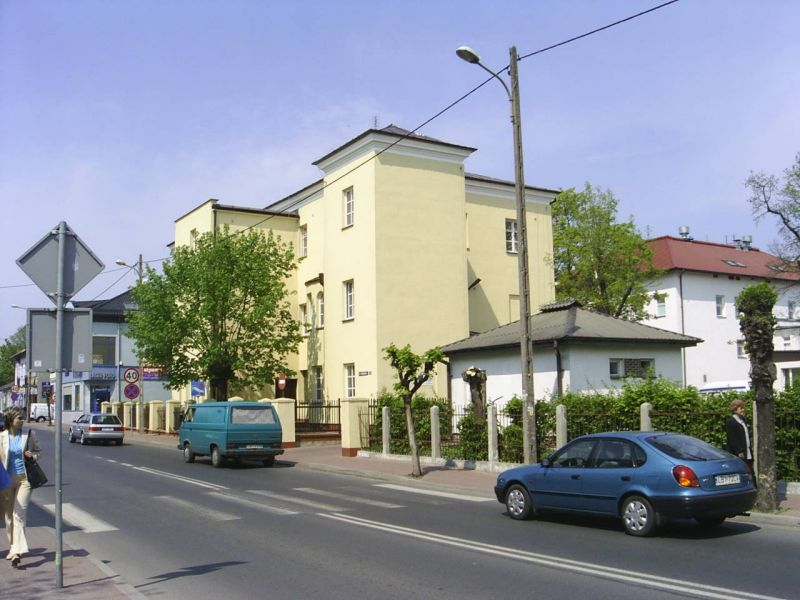
Spitalul
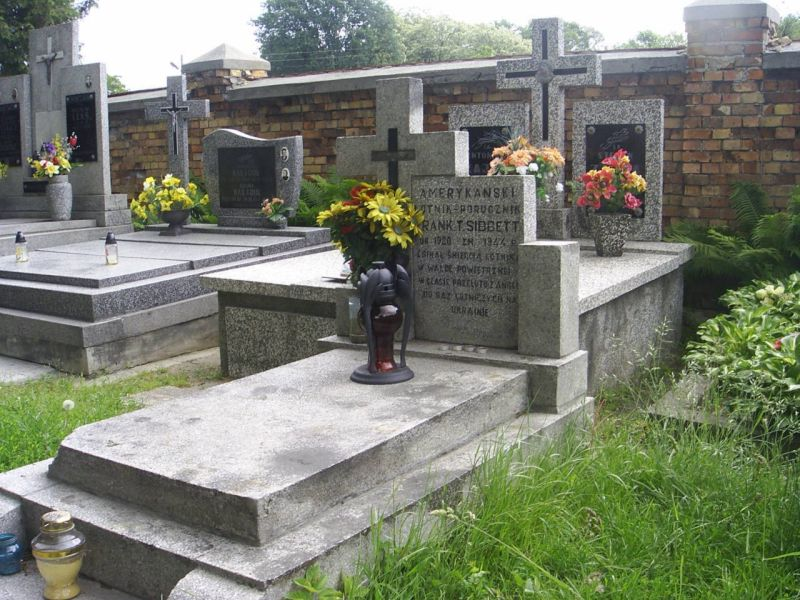
Mormântul pilotului american lt. Frank T. Sibbet
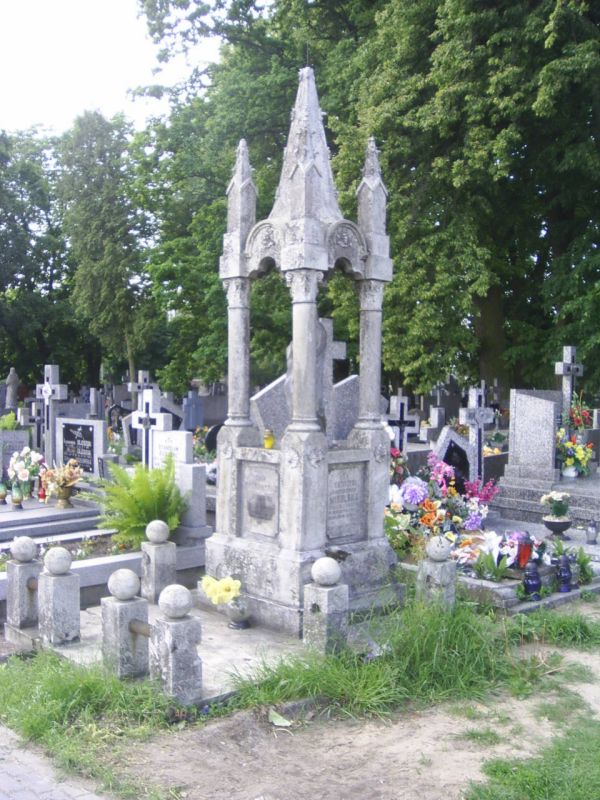
Cimitirul catolic
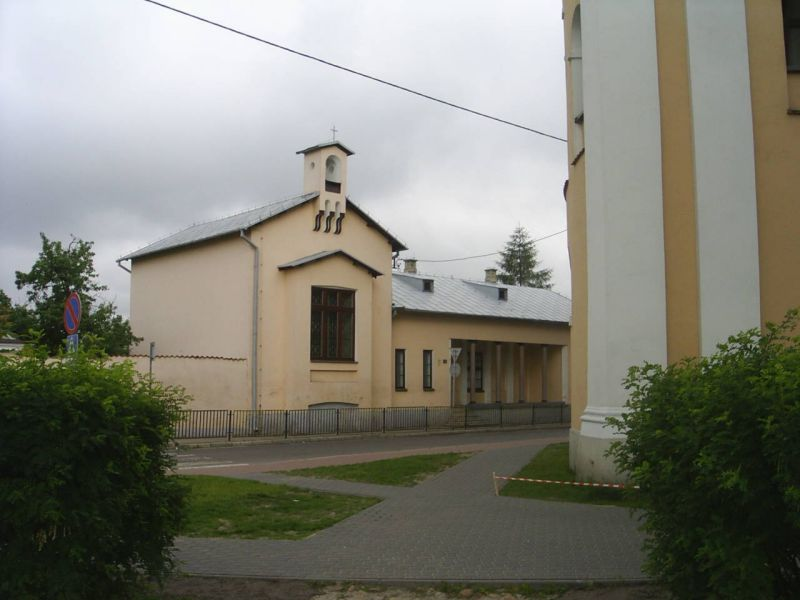
Școala Bisericii Catolice